# Crown Royal Purple Bag Project 200
Das Crown Royal Purple Bag Project 200 ist ein Autorennen in der NASCAR Nationwide Series, welches auf dem Darlington Raceway ausgetragen wird. Die Renndistanz beträgt 200,8 Meilen, was 147 Runden entspricht. Seit der ersten Austragung in der Saison 1982 bis einschließlich der Saison 2004 wurde es traditionell Ende März beziehungsweise Anfang April ausgetragen. Seit der Saison 2005 findet es Anfang Mai statt. Einzige Ausnahme bildet die Saison 1983, wo das Rennen im September stattfand und über 250 Meilen ging.

## Sieger
- 1982:  Geoff Bodine
- 1983:  Neil Bonnett
- 1984:  Ron Bouchard
- 1985:  Jack Ingram
- 1986:  Darrell Waltrip
- 1987: Dale Earnhardt
- 1988:  Geoff Bodine
- 1989:  Geoff Bodine
- 1990: Harry Gant
- 1991: Dale Jarrett
- 1992:  Robert Pressley
- 1993:  Robert Pressley
- 1994:  Mark Martin
- 1995:  Larry Pearson
- 1996:  Mark Martin
- 1997:  Randy LaJoie
- 1998:  Bobby Labonte
- 1999:  Matt Kenseth
- 2000:  Mark Martin
- 2001:  Jeff Green
- 2002:  Jeff Burton
- 2003:  Todd Bodine
- 2004:  Greg Biffle
- 2005:  Matt Kenseth
- 2006:  Denny Hamlin
- 2007:  Denny Hamlin
- 2008:  Tony Stewart
- 2009:  Matt Kenseth
- 2010:  Denny Hamlin
- 2011:  Kyle Busch
- 2012:  Joey Logano
- 2013:  Kyle Busch
- 2014:  Chase Elliott
- 2015:  Denny Hamlin
- 2016:  Denny Hamlin
- 2017:  Denny Hamlin
- 2018:  Brad Keselowski
- 2019:  Cole Custer